# Синтаза оксида азота

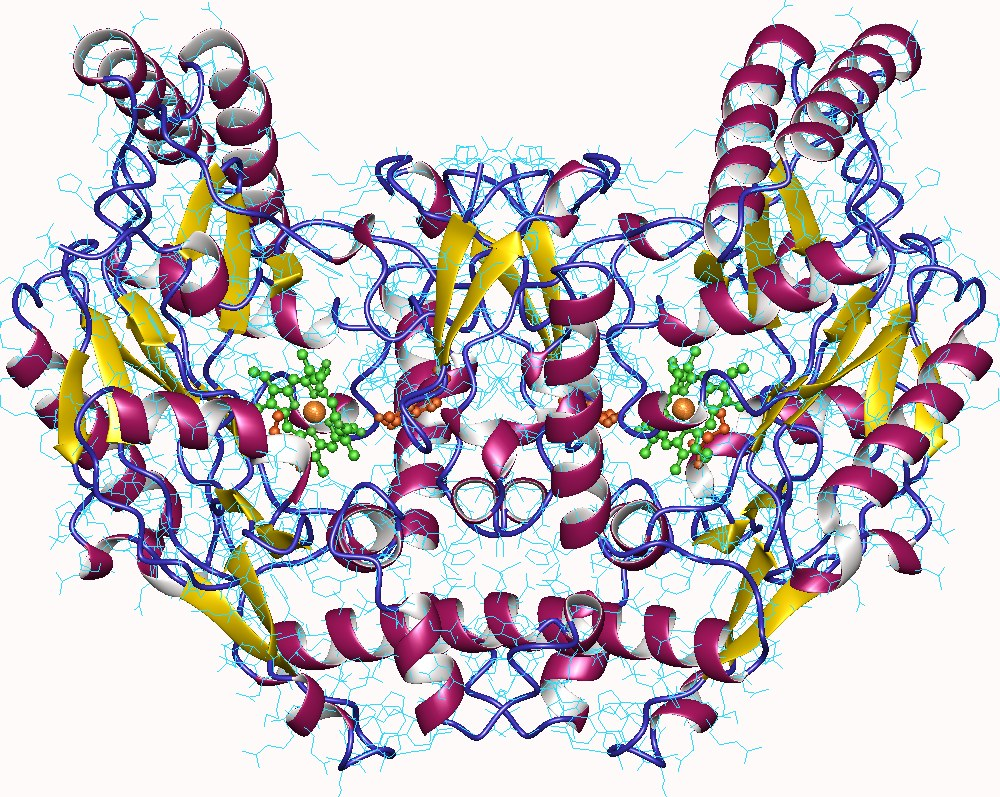
Синтаза оксида азота (fragment) dimer, Human.

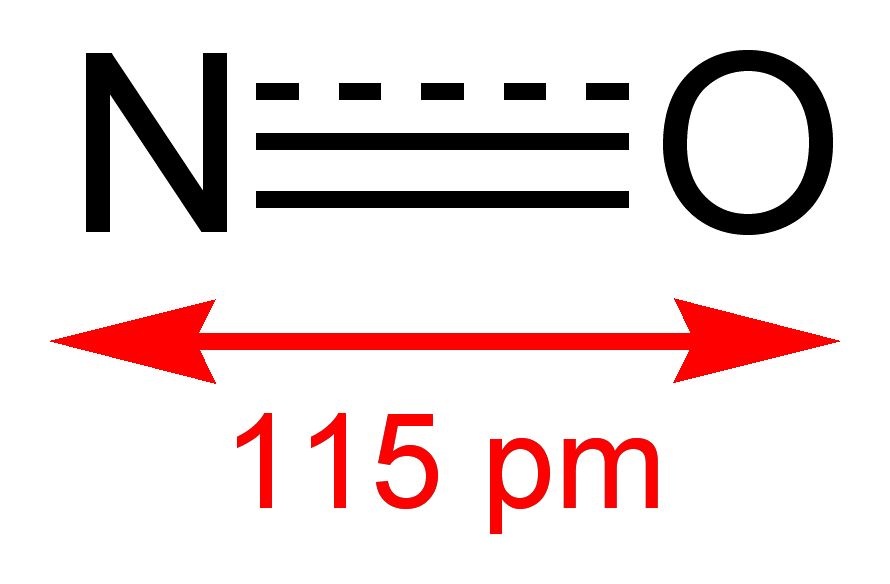
Оксид азота

Синтазы оксида азота, NO-синтазы (англ. NO-synthase, NOS) — группа ферментов, катализирующих образование оксида азота и цитруллина из аргинина, кислорода и NADPH.
Оксид азота играет важную роль в организме млекопитающих, он вырабатывается фагоцитами в процессе борьбы с бактериями, но также участвует и в нейротрансмиссии, регулировке кровообращения, других аспектах функционирования разных органов и тканей.
В настоящее время рассматривается возможное участие генов, кодирующих синтез оксида азота в развитии патологии легких при муковисцидозе.

## История
NO-синтазы были впервые описаны в 1989 году, три основные формы ферментов были выделены в период с 1991 по 1994 год. К началу XXI века в каталоге Medline насчитывалось уже 16 тыс. опубликованных работ о синтазах оксида азота; в 1998 и 1999 годах были сделаны важные открытия, касающиеся их структуры. О важности исследований, связанных с оксидом азота, говорит вручение в 1998 году Нобелевской Премии по медицине группе учёных за открытия, касающиеся сигнальной роли NO в сердечно-сосудистой системе.

## Классификация
| Name                                               | Ген(ы)              | Локализация                                      | Функции                        |
| Нейрональная NO-синтаза (nNOS или NOS1)            | NOS1                | - нервная ткань                                  | - клеточная передача сигнала   |
| Индуцируемая NO-синтаза (iNOS или NOS2)            | NOS2A, NOS2B, NOS2C | - иммунная система - сердечно-сосудистая система | - иммунная защита от патогенов |
| Эндотелиальная NO-синтаза (eNOS или NOS3 или cNOS) | NOS3                | - эндотелий                                      | - вазодилатация                |
| Бактериальная NO-синтаза (bNOS)                    | множество           | различные Грамположительные бактерии             |                                |

## Химическая реакция
L-Arg + NADPH + H+ + O2 → NOHLA + NADP+ + H2O
NOHLA + ½ NADPH + ½ H+ + O2 → L-citrulline + ½ NADP+ + NO + H2O